# Joseph Addai
Joseph Kwahu Duah Addai, Jr. (* 3. Mai 1983 in Houston, Texas) ist ein ehemaliger US-amerikanischer American-Football-Spieler auf der Position des Runningbacks. Er spielte sechs Spielzeiten für die Indianapolis Colts in der National Football League (NFL) und gewann mit ihnen den Super Bowl XLI.

## Karriere
Addai spielte College Football für die Louisiana State University und wurde 2006 in der ersten Runde des NFL Drafts als 30. Spieler von den Indianapolis Colts ausgewählt. In seiner ersten Spielzeit mit den Colts wurde Addai gemeinsam mit Dominic Rhodes als Runningback eingesetzt. Gegen die Philadelphia Eagles erzielte Addai in einem Spiel vier Touchdowns und stellte damit sowohl einen Clubrekord als auch einen Rekord für Rookies ein. Mit 1081 Yards im Laufspiel führte Addai alle Rookies in dieser Spielzeit an, obwohl Rhodes der nominelle Starter war. Die Colts qualifizierten sich in diesem Jahr für die Play-offs und erreichten dort, nach Siegen gegen die Kansas City Chiefs, die Baltimore Ravens und die New England Patriots, den Super Bowl XLI. Die Colts gewannen den Super Bowl gegen die Chicago Bears, angeführt von einem starken Laufspiel durch Addai und Rhodes. Addai fiel dabei auch durch seine Qualitäten als Receiver auf, indem er mit zehn Passfängen einen neuen Rekord für Runningbacks in einem Super Bowl aufstellte.
In der Saison 2007 trennten sich die Colts von Dominic Rhodes, und Addai wurde zum Starter auf der Runningback-Position. Auch in seiner zweiten Saison erlief er über 1000 Yards und etablierte sich als einer der besten Runningbacks der Liga.
2008 konnte er verletzungsbedingt nicht an seine Leistungen aus den vorherigen Jahren anknüpfen. Nachdem die Colts im NFL Draft 2009 als Nachfolger Donald Brown in der ersten Runde auswählten, konnte sich Addai gegen den Rookie behaupten und blieb Stammspieler.
Am 6. Mai 2012 unterschrieb Addai einen Einjahresvertrag bei den New England Patriots, wurde allerdings am 25. Juli wieder entlassen.